# Dubravka Tomšič Srebotnjak
Dubravka Tomšič Srebotnjak, slovenska pianistka, * 6. februar 1940, Dubrovnik. Je častna članica Slovenske filharmonije in med svetovno najbolj uspešnimi koncertnimi pianistkami in poustvarjalnimi umetnicami 20. stoletja iz območja nekdanje Jugoslavije in sedanje Slovenije nasploh. Zaradi izjemnega talenta je Arthur Rubinstein na jugoslovanski ambasadi v ZDA osebno posredoval, da je dobila štipendijo za prvo leto študija v ZDA, za drugo pa od Emergency Fund for Musicians, ki je pred njo podprl le še Belo Bartoka.
Leta 2005 je bila izbrana za častno meščanko mesta Ljubljane, 2018 pa ji je predsednik Borut Pahor podelil zlati red za zasluge Republike Slovenije.

## Življenje
Kot otrok se je pri štirih leti začela učiti pri prof. Zori Zarnikovi in odšla v ZDA z dvanajstimi leti po nasvetu Claudia Arraua, kjer je leta 1957 diplomirala pri prof. Katharine Bacon na Juilliard School of Music v New Yorku, debitirala z newyorškimi filharmoniki in bila izbrana za največji glasbeni talent. Med študijem se je izpopolnjevala tudi pri Uninskem (1955). Na ljubljanski Srednji glasbeni šoli in Akademiji za glasbo pri prof. Zori Zarnikovi. Po diplomi se je v letih 1957-59 izpopolnjevala pri legendarnem Rubinsteinu. Leta 1959 je dosegla akademsko stopnjo Bachelor of Science. 
Njen mož je bil skladatelj Alojz Srebotnjak, njun sin pa je Martin Srebotnjak, slovenski režiser.

## Delo

### Poučevanje
Od 1967 poučuje klavir na ljubljanski Akademiji za glasbo, od leta 1975 je  redna profesorica za klavir. Vzgojila je celo vrsto slovenskih pianistov in pedagogov. Med njenimi učenci so: Majda Martinc, Sonja Pahor, Hinko Haas, Lidija Stanković, Tatjana Ognjanović, Tomaž Petrač; iz generacije mladih nadarjenih pianistov pa: Anja German, Slaven Kulenović, Miha Haas, Tadej Horvat, Fada Azzeh, Natalija Šaver, Stanislav Krutilov in Sara Rustja Turniški.
Poleg tega pa je pogosto povabljena kot članica v mednarodne žirije največjih klavirskih tekmovanj (Van Cliburn, Leeds, Ludwig van Beethoven, Clara Haskil itd).

### Koncertna kariera
Dubravka Tomšič je koncertno nastopila skupno več kot 3.500-krat v ZDA, Evropi, Severni Ameriki, Mehiki, Avstraliji, Aziji in Afriki, solistično in s svetovno znanimi orkestri in dirigenti. 

### Diskografija
Njen repertoar s klavirsko literaturo vseh slogovnih obdobij je izšel na več kot 20 ploščah in 90 zgoščenkah. 

## Nagrade in priznanja
Poleg Grand Prix Lizstove družbe v Budimpešti za najboljšo ploščo z deli Lizsta je prejela še vrsto nagrad.
- Častna senatorica Univerze v Ljubljani
- 2018 - zlati red za zasluge Republike Slovenije
- 2013 - zaslužna profesorica Univerze v Ljubljani
- 2005 - častna meščanka Ljubljane
- 1989 - zlata plaketa Univerze v Ljubljani za pedagoško in umetniško ustvarjalno delo
- 1976 - nagrada Avnoj
- 1975 - Prešernova nagrada
- 1974 - zlata lira SUMUJ
- 1970 - Župančičeva nagrada
- 1967 - 1. nagrada na tekmovanju Mozartov festival v Bruslju
- 1962 - nagrada Prešernovega sklada
- 1961 - 3. nagrada na tekmovanju Ferruccio Busoni (Bolzano)

## Film
Leta 2007 je bil za RTV Slovenija posnet o njej dokumentarni portret Posnetek od blizu / Dubravka Tomšič Close-Up v režiji Martina Srebotnjaka.